# Michał Drej
Michał Drej (ur. 4 grudnia 1990) – polski piłkarz ręczny, prawoskrzydłowy, od 2015 zawodnik MKS-u Kalisz.
Wychowanek Gwardii Opole. W sezonie 2012/2013, w którym rozegrał 26 meczów i rzucił 62 bramki, wygrał z opolskim zespołem rozgrywki I ligi i awansował do Superligi. W najwyższej polskiej klasie rozgrywkowej zadebiutował 7 września 2013 w przegranym spotkaniu z Zagłębiem Lubin (28:29), w którym zdobył trzy gole. W sezonie 2013/2014 wystąpił w 22 meczach Superligi, w których rzucił 27 bramek. W sezonie 2014/2015 był zawodnikiem pierwszoligowego Olimpu Grodków.
W 2015 przeszedł do MKS-u Kalisz. W sezonie 2016/2017, w którym rozegrał 22 spotkania i zdobył 64 gole, wygrał z kaliską drużyną grupę B I ligi i awansował do Superligi. W sezonie 2017/2018 rozegrał w najwyższej klasie rozgrywkowej 33 mecze, w których rzucił 126 bramek, a ponadto w styczniu 2018 otrzymał nagrodę dla najlepszego gracza miesiąca Superligi. W sezonie 2018/2019 wystąpił w 36 spotkaniach, w których zdobył 142 gole.

## Sukcesy
Indywidualne
- Gracz Miesiąca Superligi: styczeń 2018 (MKS Kalisz)[4]

## Statystyki w Superlidze
| Gwardia Opole                   | 2013/2014 | 22 | 27  | 1,2 |
|                                 |           |    |     |     |
| MKS Kalisz                      | 2017/2018 | 33 | 126 | 3,8 |
| MKS Kalisz                      | 2018/2019 | 36 | 142 | 3,9 |
| MKS Kalisz                      | Razem     | 69 | 268 | 3,9 |
| Stan na koniec sezonu 2018/2019 |           |    |     |     |